# Reid Taylor
Reid Taylor (* um 1980) ist ein US-amerikanischer Jazzmusiker (Kontrabass) des Modern Jazz.

## Leben und Wirken
Taylor erhielt mit acht Jahren eine musikalische Ausbildung, begann mit dem Bassspiel in seiner Heimatstadt Washington DC  und hatte Unterricht bei Butch Warren und Steve Novosel. Nach seinem Umzug nach New York City studierte er bei Dennis Irwin; den Bachelor erwarb er den Bachelor in Music Performance an der New School for Social Research. Seitdem arbeitete er in der New Yorker Jazzszene mit Cecil Payne, Grant und Phil Stewart, Sacha Perry, Spike Wilner, George Garzone und Charles Gayle. Erste Aufnahmen entstanden 2001 mit dem Vokalisten Dave Morrish (I Forget How Beautiful You Are). In den folgenden Jahren spielte er u. a mit dem Houston Jazz Ensemble und  Gasper Bertoncelj and The Swingers of Jazz; gegenwärtig in den Bands The Flail (mit Dan Blankinship, Stephan Moutot, Brian Marsella und Charles Goold) and The Ned Goold Group. Im Bereich des Jazz war er zwischen 2002 und 2011 an fünf Aufnahmesessions beteiligt.